# Mónica Marchante
Mónica Marchante Moralejo (Roma, 23 de octubre de 1968) es una periodista deportiva española de radio y televisión.

## Trayectoria
Se licenció como periodista en la Universidad Complutense de Madrid. Trabajó en Radio España y Radio Intercontinental de Madrid,luego pasó a Canal+ en 1996, donde participó en la retransmisión de los partidos de fútbol de la Liga española de Fútbol, Copa del Rey, Champions League, eurocopas y mundiales de fútbol,alcanzó renombre por sus entrevistas en los palcos de los estadios de fútbol de España en el postpartido en LaLigaTV  de Movistar+. Posteriormente, trabajó para Cuatro hasta 2011.
En 2013, fue invitada al encuentro Havana 7. Historias que cuentan, dedicado al periodismo deportivo, en el que compartió con los periodistas Paloma del Río, José Ángel de la Casa, Antoni Daimiel y Paco García Caridad. En 2016 fue fichada como colaboradora por el programa El partidazo de COPE de la Cadena COPE. Colabora desde 2017 con El Periódico en su columna de opinión El Apunte de Mónica Marchante.En 2021, se estrenó en Movistar+, el documental en el que trabajó como guionista: Luis Aragonés, la huella de un sabio.
En 2022, finalizó su contrato con Movistar+, tras 18 años en pantalla, debido a cambios en la dirección del programa LaLigaTV. Es profesora del Máster de Periodismo Deportivo de la Universidad Nebrija. En 2023 estuvo a cargo de la producción de la serie documental La España de Clemente, dedicada a mostrar la trayectoria de Javier Clemente al frente de la selección nacional. Este mismo año, participó en la I Jornada Nacional de Periodismo Deportivo: ayer, hoy y siempre, junto a otras colegas de profesión como Susana Guasch, Ana José Cancio y Silvia Verde.
Marchante se posicionó frente al Caso Rubiales, a favor de que la Real Federación Española de Fútbol hiciera una revisión de las personas en posiciones de poder para hacer "una limpieza" y criticando el trato que se dio a las jugadoras por parte de esta institución durante la polémica, así como la resistencia de algunos miembros de la misma a reconocer los hechos ocurridos.
Durante su carrera se ha visto implicada en diferentes polémicas por sus comentarios periodísticos, como los que se le atribuyeron en 2018, en medio de la polémica de la reportera María Gómez de Mediaset durante el Mundial de Rusia, o los realizados al jugador del club de fútbol Real Madrid, Vinicius Júnior a finales de 2023, que le vetaron la entrada al Estadio Santiago Bernabéu.

## Premios
En 2017, Marchante fue galardonada con el Premio Todos Somos Estudiantes junto a las periodistas María Escario, Rosana Romero y Olga Viza, reconociéndolas como pioneras del periodismo deportivo en España, "dando voz y espacio al deporte femenino en televisión". Este premio es concedido por el Club Movistar Estudiantes de baloncesto, también reconoció en esta edición el trabajo del Club Atlético de Madrid femenino, de la Selección femenina de balonmano de España y de la nadadora paralímpica Teresa Perales.
En 2019, recibió el Premio de Periodismo Francisco de Cossío de Televisión, por el documental que se estrenó en 2018 y que realizó con el director Jorge Manzanal y con Luis Fermoso para Movistar+, denominado: Pedro Delgado: 30 años de amarillo.
En 2023, recibió el Premio de Periodismo ‘Reportera Alicia Rodríguez’ por su trayectoria como periodista deportiva. Este galardón fue creado por el Real Club Recreativo de Huelva para reconocer la igualdad, la lucha contra la violencia de género y el papel de la mujer en el deporte, en homenaje a la reportera gráfica Alicia Rodríguez, quien falleció en 2021 como víctima de violencia de género.